# Межи (Ивановская область)
Межи — село в Родниковском районе Ивановской области России. Входит в состав Каминского сельского поселения.

## География
Село расположено в 27 километрах к северо-западу от города Родники. Через село протекает река Межица.

## История
В XVII веке по административно-территориальному делению село входило в Костромской уезд в Плесский стан. По церковно-административному делению приход относился к Плесской десятине. В 1620 году упоминается церковь «Успение Пречистыя Богородицы на Межах». В 1627—1631 годах «за Якушком Яковлевым Казаковым в поместье по ввозной грамоте 1623 году, что было в поместье за отцом его за Яковым Офонасьевым сыном Казаковым село Межи, на реке Межице на Суздальском рубеже, а в селе церковь Успение Пречистые Богородицы древена вверх, да церковь Николы чуд. вверх стоят без пенья…». В марте 1710 года «отпущен антиминс для освящения церкви во имя Воскресения Христова в село Межах, взял поп Микифор Матвеев и росписался».
Каменная Успенская церковь в селе с колокольней и оградой была построена в 1845 году на средства прихожан. Престолов было три: в честь Успения Божией Матери, во имя святителя Николая Чудотворца и в честь Воскресения Христова.
В конце XIX — начале XX века село входило в состав Острецовской волости Нерехтского уезда Костромской губернии, с 1918 года — в составе Иваново-Вознесенской губернии.
С 1924 года село являлось центром Межевского сельсовета Родниковского района, с 1954 года — в составе Острецовского сельсовета, с 2005 года — в составе Каминского сельского поселения.

## Достопримечательности
- В селе находится действующий православный храм Успения Пресвятой Богородицы. Построен в 1845 году[5].

## Население
| 1872 | 1897 | 1907 | 2002 | 2010 |
| ---- | ---- | ---- | ---- | ---- |
| 146  | ↗158 | ↗232 | ↘102 | ↘86  |

## Транспорт
Регулярное автобусное сообщение с райцентром.